# Contenido de agua

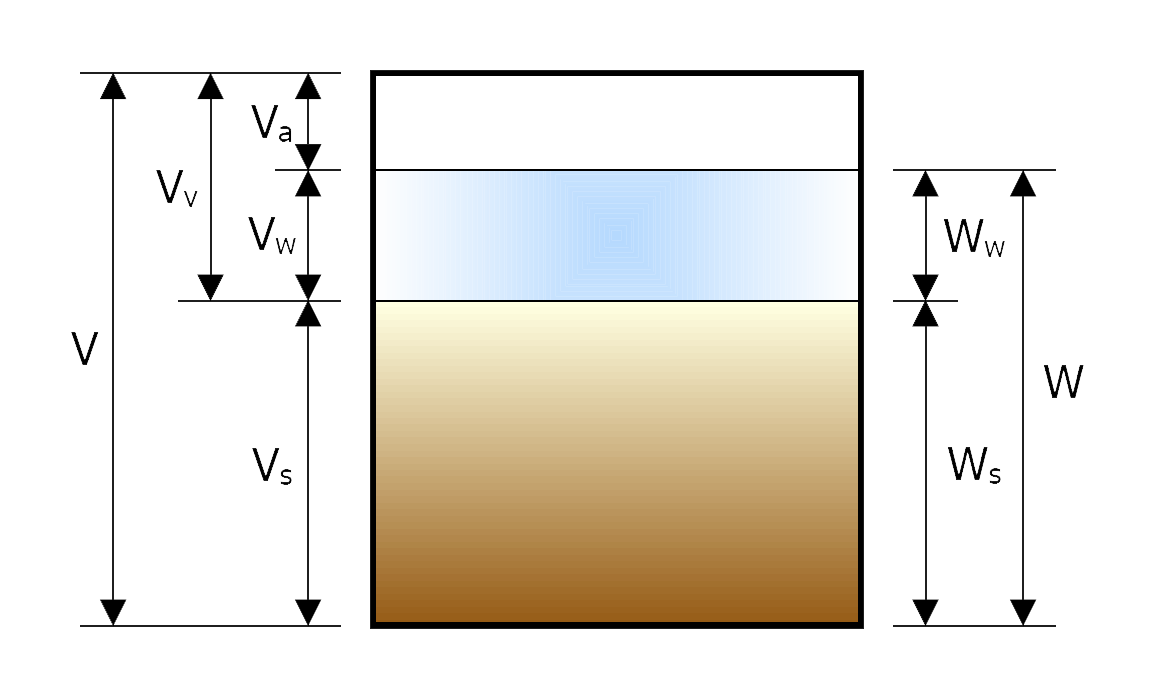
Composición del suelo.

El contenido de agua o humedad es la cantidad de agua contenida en un material, tal como el suelo (la humedad del suelo), las rocas, la cerámica o la madera medida sobre la base de análisis volumétricos o gravimétricos. Esta propiedad se utiliza en una amplia gama de áreas científicas y técnicas, y se expresa como una proporción que puede ir de 0 (completamente seca) hasta el valor de la porosidad de los materiales en el punto de saturación.
El contenido volumétrico de agua, θ, se define matemáticamente como: 
{\displaystyle \theta ={\frac {V_{w}}{V_{T}}}}
donde {\displaystyle V_{w}} es el volumen de agua y {\displaystyle V_{T}=V_{s}+V_{v}=V_{s}+V_{w}+V_{a}} es el volumen total (que es Vsuelo + Vagua + Vespacio vacío). El contenido de agua también puede estar basado en su masa o peso, Así, el contenido gravimétrico de agua se define como:
{\displaystyle u={\frac {m_{w}}{m_{b}}}}
donde {\displaystyle m_{w}} es la masa de agua y {\displaystyle m_{b}} (o {\displaystyle m_{s}} para el suelo) es la masa de material en bruto. Para convertir del contenido gravimétrico de agua al contenido volumétrico, multiplicamos el contenido gravimétrico por la gravedad específica del material en bruto.

## Otras definiciones

### Grado de saturación
En mecánica de suelos e ingeniería del petróleo, el término saturación de agua o grado de saturación, {\displaystyle S_{w}} se utiliza, definido como
{\displaystyle S_{w}={\frac {V_{w}}{V_{v}}}={\frac {V_{w}}{V_{T}\phi }}={\frac {\theta }{\phi }}}
donde {\displaystyle \phi =V_{v}/V_{T}} es la porosidad y {\displaystyle V_{v}} es el volumen de vacío o espacio poroso.
Los valores de Sw pueden variar desde 0 (seco) a 1 (saturado). En realidad, Sw nunca llega a 0 o 1 - se trata de idealizaciones de uso en ingeniería. 

### Contenido volumétrico de agua normalizado
El contenido de agua normalizado, {\displaystyle \Theta }, (también llamado saturación efectiva o {\displaystyle S_{e}}) es un valor adimensional definido por Van Genuchten como:
{\displaystyle \Theta ={\frac {\theta -\theta _{r}}{\theta _{s}-\theta _{r}}}}
donde {\displaystyle \theta } es el contenido volumétrico de agua; {\displaystyle \theta _{r}} es el contenido de agua residual, definido como el contenido de agua para el que el gradiente {\displaystyle d\theta /dh} tiende a cero; y, {\displaystyle \theta _{s}} es el contenido de agua saturada, que es equivalente a la porosidad, {\displaystyle \phi }.

## Medición

### Métodos directos
El contenido de agua puede medirse directamente utilizando un volumen conocido de material y un horno de secado. El contenido volumétrico de agua, θ, se calcula usando:
{\displaystyle \theta ={\frac {m_{\text{hum}}-m_{\text{seco}}}{\rho _{w}\cdot V_{b}}}}
donde
{\displaystyle m_{\text{hum}}} y {\displaystyle m_{\text{seco}}} son las masas de la muestra antes y después del secado en el horno;
{\displaystyle \rho _{w}} es la densidad del agua; y
{\displaystyle V_{b}} es el volumen de la muestra antes del secado.
Para los materiales que cambian de volumen con el contenido de agua, tales como el carbón, el contenido de agua, u, se expresa en términos de masa de agua por unidad de masa de muestra húmeda: 
{\displaystyle u={\frac {m_{\text{hum}}-m_{\text{seco}}}{m_{\text{hum}}}}}
Sin embargo, la geotecnia exige que el contenido de humedad se exprese como un porcentaje del peso seco de la muestra 
es decir:  % contenido de humedad = {\displaystyle u*100}
donde
{\displaystyle u={\frac {m_{\text{hum}}-m_{\text{seco}}}{m_{\text{seco}}}}}
Para la madera, la convención es informar sobre el contenido de humedad en el horno de secado (es decir, la muestra se seca generalmente en un horno a 105 grados Celsius durante 24 horas). En el secado de la madera, este es un concepto importante. 

### Métodos de laboratorio
Otros métodos que determinan el contenido de agua de una muestra incluyen las valoraciones químicas (por ejemplo, la valoración de Karl Fischer), la determinación de la pérdida de masa por calefacción (tal vez en presencia de un gas inerte), o después de la liofilización. En la industria alimentaria el método de Dean Stark también es utilizado comúnmente. 
Según el Libro Anual de Estándares de la ASTM (American Society for Testing and Materials), el contenido total de humedad evaporable en Aggregate (C 566) se puede calcular con la fórmula: 
{\displaystyle p={\frac {W-D}{D}}}
donde {\displaystyle p} es la fracción del contenido total de humedad evaporable de la muestra, {\displaystyle W} es la masa de la muestra original, y la {\displaystyle D} es la masa de la muestra seca.

### Métodos geofísicos
Existen varios métodos geofísicos que permiten calcular el contenido de agua aproximado del suelo in situ. Estos métodos incluyen: reflectometría de dominio de tiempo (TDR), sonda de neutrones, sensor de dominio de frecuencia, sonda de capacitancia, Tomografía de resistividad eléctrica, radar de penetración en el terreno (GPR), y otras que son sensibles a las  propiedades físicas del agua. Los sensores geofísicos se utilizan a menudo para controlar la humedad del suelo de forma continua en aplicaciones agrícolas y científicas.

### Método de percepción remota por satélite
Satélites de observación remota por microondas se utilizan para estimar la humedad del suelo basados en el gran contraste entre las propiedades dieléctricas del suelo húmedo y seco. Los datos de los satélites de detección remota por microondas, como: WindSat, AMSR-E, RADARSAT, ERS-1-2, Metop/ASCAT se utilizan para estimar la humedad superficial del suelo .

## Clasificación y usos
La humedad puede estar presente como humedad adsorbida en las superficies internas y como agua condensada capilarmente en los poros pequeños. Con una humedad relativa baja, la humedad consta principalmente de agua absorbida. A humedades relativamente más altas, el agua líquida tiende a ser cada vez más importante, dependiendo del tamaño de los poros. En materiales de madera, sin embargo, casi toda el agua es absorbida a humedades por debajo del 98% de humedad relativa. 
En aplicaciones biológicas también puede haber una distinción entre agua absorbida físicamente y agua "libre" - el agua absorbe físicamente es aquella que está estrechamente asociada y es relativamente difícil de eliminar de un material biológico. El método utilizado para determinar el contenido de agua puede afectar si el agua presente en esta forma contabiliza. Para una mejor indicación de agua "libre" y "enlazada", debería considerarse la actividad del agua de un material. 
Las moléculas de agua también pueden estar presentes en materiales estrechamente asociados con moléculas individuales, como "agua de cristalización", o como las moléculas de agua que son componentes estáticos de la estructura de la proteína. 

### La Tierra y las ciencias agrícolas
En la ciencia del suelo, hidrología y agronomía, el contenido de agua tiene un papel importante para la recarga de aguas subterráneas, la  agricultura y la química del suelo. Muchos de los recientes esfuerzos de investigación científica se han orientado hacia la comprensión de pronóstico del contenido de agua en el espacio y el tiempo. Las observaciones han puesto de manifiesto que en general la variación espacial en el contenido de agua tiende a aumentar a medida que aumenta la humedad global en regiones semiáridas, para disminuir a medida que aumenta la humedad global en las regiones húmedas y alcanzar su punto máximo en regiones con condiciones intermedias de  humedad y temperatura.
Hay cuatro contenidos estándar de agua que se miden y se utilizan de forma rutinaria, que se describen en la tabla siguiente: 
| Nombre                        | Notación    | Presión de aspiración (J/kg or kPa) | Contenido de agua típico (vol/vol) | Descripción                                                      |
| ----------------------------- | ----------- | ----------------------------------- | ---------------------------------- | ---------------------------------------------------------------- |
| Contenido de agua saturado    | θs          | 0                                   | 0.2–0.5                            | Completamente saturado de agua, equivalente a porosidad efectiva |
| Capacidad de campo            | θfc         | −33                                 | 0.1–0.35                           | Humedad del suelo 2–3 días después de llover o irrigación        |
| Punto de marchitez permanente | θpwp or θwp | −1500                               | 0.01–0.25                          | La humedad mínima del suelo en el que una planta se marchita     |
| Contenido de agua residual    | θr          | −∞                                  | 0.001–0.1                          | Agua que queda a alta presión                                    |

Y, por último, el  contenido de agua disponible, θa, que es equivalente a: 
θa ≡ θfc − θpwp
que puede oscilar entre 0.1 en grava y 0.3 en turba.

#### Agricultura
Cuando un suelo se seca demasiado, la transpiración de la planta cae porque el agua se está uniendo cada vez más fuertemente con las partículas del suelo por  succión. Por debajo del punto de marchitación permanente las plantas ya no son capaces de extraer el agua. En este punto, se marchitan y cesa totalmente la transpiración. Las condiciones en las que el suelo es demasiado seco para mantener el crecimiento de las plantas fiable se conoce como sequía agrícola, y es un foco particular de gestión de riego. Tales condiciones son comunes en entornos áridas y semiáridos. 
Algunos profesionales de la agricultura están empezando a utilizar las mediciones ambientales tales como la humedad del suelo para programar el riego. Este método se conoce como riego inteligente o cultivo de la tierra

#### Aguas subterráneas
En acuíferos de aguas subterráneas saturados, todos los espacios de poro disponibles se llenan con agua (contenido de agua volumétrico = porosidad). Por encima de la franja capilar, los espacios de poro tiene aire en ellos. 
La mayoría de los suelos tienen un contenido de agua inferior a la porosidad, que es la definición de condiciones no saturadas, y constituyen el sujeto de hidrogeología denominado zona no saturada. La franja capilar de la tabla de agua es la línea divisoria entre condiciones  saturadas e insaturadas. El contenido de agua en la franja capilar disminuye al aumentar la distancia por encima de la superficie de la capa freática. 
Una de las principales complicaciones que se plantea en el estudio de la zona no saturada, es el hecho de que la conductividad hidráulica no saturada es una función del contenido de agua del material. Cuando el material se seca, las vías de conexión húmeda a través del medio se hacen más pequeñas, la conductividad hidráulica disminuye con un menor contenido de agua de una forma no lineal. 
Una curva de retención de agua es la relación entre el contenido de agua volumétrico y el potencial hídrico del medio poroso. Es característico de los diferentes tipos de medio poroso. Debido a la histéresis, se pueden distinguir diferentes curvas de humedecimiento.